# خورخي برادو
خورخي برادو (بالإسبانية: Jorge Prado Rus) هو لاعب كرة قدم إسباني في مركز الدفاع، ولد في 20 يناير 1982 في مدريد في إسبانيا. لعب مع أتلتيكو مدريد ج ورايو ماخاداهوندا.

## وصلات خارجية
- خورخي برادو على موقع قاعدة بيانات كرة القدم.إي يو (الإنجليزية)
- خورخي برادو على موقع عالم كرة القدم.نت (الإنجليزية)